# Carlos Durán Cartín
Carlos Eugenio Durán Cartín (San José, 12 de noviembre de 1852 - 23 de noviembre de 1924) fue un médico y político costarricense. Fue tercer designado en ejercicio interino de la Presidencia de la República entre 1889 y 1890, además de Benemérito de la Patria.

## Vida y familia
Carlos Durán Cartín nació en San José, el 12 de noviembre de 1852. Es hijo de José Durán Santillana, comerciante salvadoreño residente en Costa Rica, y Ramona Cartín Mora, costarricense. Hijo extramatrimonial, residió con su padre desde alrededor de los siete años de edad y fue reconocido por él el 27 de junio de 1867 ante el juez segundo civil de San José Vicente Sáenz Llorente.
Casó, el 29 de abril de 1876 en el Carmen, San José, con Dolores Quirós Morales (bautizada el 28 de marzo de 1852, en San José), hija de José Antonio Quirós Rojas (1815-1864) y Juana Morales y Valverde, (éstos son los tatarabuelos de Rafael Calderón Fournier Presidente de Costa Rica); bisnieta de Juan Manuel Quirós Castro y de Teresa Castro Cascante, abuelos estos de los generales Pedro Quirós Jiménez y de Pablo Quirós Jiménez. Fueron padres de:
- Dolores Durán Quirós (1877) casada el 1 de diciembre de 1907, en San José, con Carlos Ricardo Luis Francisco Bonilla de Vars, nacido el 21 de mayo de 1865, San José, y bautizado el 3 de julio de 1865, San José.
- José María de Jesús de los Dolores Durán Quirós, nacido el 18 de agosto de 1877, San José.
- María Ángela Adriana de Jesús Durán Quirós, nacida el 9 de diciembre de 1879, en San José.
- María Isabel Durán Quirós, nacida el 31 de diciembre de 1881, en el Carmen, San José, y fallecida el 14 de enero de 1930, el Carmen, San José, (a la edad de 48 años).
- Ester Juana Elena de Jesús Durán Quirós, nacida el 5 de junio de 1883, en el Carmen, San José. Casada con Manuel Barrionuevo Orozco, nacido el 13 de junio de 1887, en San José.
- Elena Durán Quirós, nacida en 1885, San José, fallecida el 22 de enero de 1945, San José, (a la edad de 60 años). Casada el 26 de mayo de 1907 en el Carmen, San José, con Guillermo Tinoco Gutiérrez, nacido en 1878, San José, fallecido el 22 de febrero de 1941, San José, (a la edad de 63 años).
- Delfina de Jesús Durán Quirós, nacida el 11 de febrero de 1885, en el Carmen, San José.
- María Marta de Jesús Durán Quirós, nacida el 30 de enero de 1888, en el Carmen, San José, bautizada el 18 de marzo de 1888, en el Carmen, San José.
- Carlos Durán Quirós, nacido el 1 de enero de 1891, en el Carmen, San José, y bautizado el 17 de abril de 1905, Sagrario, San José.

## Formación académica universitaria
Comenzó sus estudios de medicina en París, Francia. Para especializarse en cirugía pasó a Inglaterra y en el Guy's Hospital de Londres realizó sus estudios de perfeccionamiento, graduándose de Médico y cirujano el 30 de abril de 1874.

## Carrera profesional y política

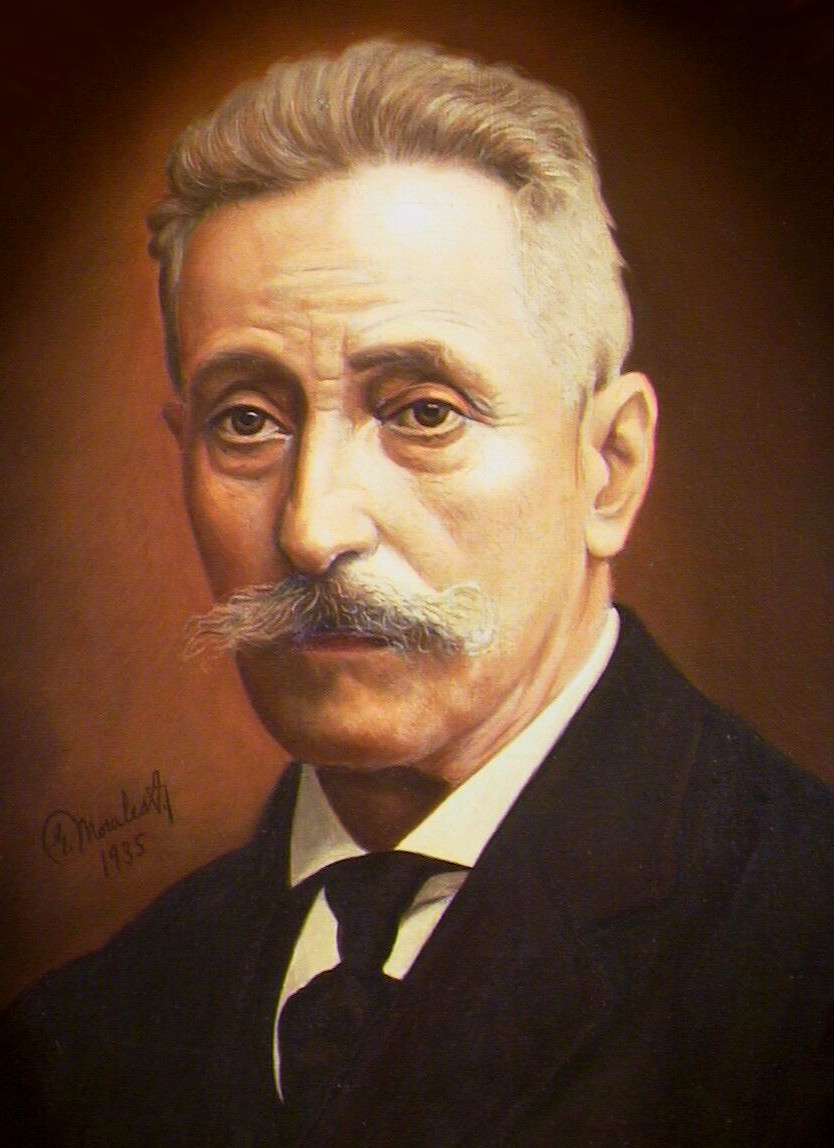
Retrato oficial del doctor Carlos Durán

### Carrera profesional
Era médico cirujano graduado en Inglaterra, y dedicó la mayor parte de su vida al ejercicio de su profesión. Fue, desde su regreso de Europa, la figura más destacada del cuerpo médico costarricense. Ya en Costa Rica, tras ver cómo trataban a los enfermos mentales en las casas y en la cárcel, se dio a la tarea de ver cómo se podría tratar a estos pacientes de una mejor manera, y le mencionó la idea de un lugar específico para estos pacientes al entonces presidente Bernardo Soto. El problema era el financiamiento y mantenimiento del mismo. Para entonces, Durán tuvo la idea de traer el juego de lotería que ya se daba en Europa para acarrear con los gastos. En 1885, el presidente de la República, Bernardo Soto, y el secretario en el Despacho de Fomento, Carlos Durán, deciden la fundación del Asilo Nacional de Locos en San José. Para llevar a cabo la construcción y sostenimiento del edificio, se establece una Lotería Nacional, cuyo reglamento y administración se confiere a la Junta de Caridad del Hospital San Juan de Dios, del cual Durán fue director y, por ende, pudo fundar el Hospital psiquiátrico (Manuel Antonio Chapuí) en 1890. Prestó eminentes servicios al Hospital San Juan de Dios. Fundó, además, la Escuela de enfermería y el Sanatorio Durán (Sanatorio Dr. Carlos Durán).
Una de sus principales preocupaciones fue la reorganización del Hospital San Juan de Dios, donde ni siquiera existía por esa época una sala de operaciones, pues le correspondió presenciar cómo le amputaban en un salón de encamados una pierna a un hombre, con un serrucho y sin anestesia. Gracias a él se levantaron edificios más adecuados y amplios para los enfermos en el hospital. Como solamente había pozos negros, se preocupó por crear un sistema de tuberías para agua y de letrinas para drenar las excretas. Estableció el primer laboratorio para exámenes clínicos y designó a un odontólogo para que cuidara a los enfermos con problemas dentales. Tal como lo expresara el Dr. Manuel Zeledón Pérez:
- […] no hay médico que le haya dado una relevancia a la medicina costarricense, como este pilar de grandes dotes, de genio y figura, como lo fue el doctor Carlos Durán Cartín.
- […] Inmediatamente se hizo hermano y directivo de la afamada institución (la Junta de Caridad). Para 1881, concretó la primera sala de operaciones, al hacerlo ya había hecho llegar la anestesia y al aislar al paciente del ambiente contaminado, había incorporado los principios de Pasteur y de Lister.
- La Lotería Nacional que durante casi medio siglo estuvo dando palos de ciego, se consolidó, gracias a nuestro héroe médico en 1885, en que puso premios extraordinarios y se convirtió el hábito del costarricense en una rutina, al poner su suerte en una pequeña o gran fracción de la Lotería del Asilo Chapui. En realidad, se le dio ese nuevo nombre, porque los fondos se utilizaban, también eran para el funcionamiento de este nuevo Hospital, 1990- que se destinó para los pacientes psiquiátricos.
- Es casi interminable anotar las bondades, conquistas y entregas del Dr. Carlos Durán Cartín, que como funcionario público siempre obtuvo enorme cantidad de logros, aunque por poco tiempo, también fue presidente de esta República, país que quiso y al cual tanto le dio.

### Carrera política

#### Tercer designado a la presidencia
En 1886 fue elegido por el Congreso Constitucional como Tercer Designado a la Presidencia de la República, y en esa calidad fue llamado por el presidente Bernardo Soto Alfaro a hacerse cargo interinamente del poder el 7 de noviembre de 1889. Su desempeño como tal se prolongó hasta la conclusión del período presidencial, el 8 de mayo de 1890, aunque Soto nunca renunció a la presidencia, que en tal caso hubiese recaído en el Primer Designado Apolinar Soto Quesada. Durante su ejercicio como designado se aprobó la ley para construir el Teatro Nacional de Costa Rica. Su principal colaborador fue el Licenciado Ricardo Jiménez Oreamuno.

#### Actividades posteriores
En 1892 el Partido Nacional lo eligió como diputado propietario por San José para el período 1892-1896, y el 1 de mayo de 1892 fue elegido presidente del Congreso Constitucional. Sin embargo algunos meses después el presidente de la República José Rodríguez Zeledón disolvió el órgano legislativo, no pudiendo completar su período como legislador. Veinte años después, fue electo diputado propietario por la provincia de San José de 1912 a 1916 y candidato a la presidencia por el Partido Unión Nacional en las elecciones generales de diciembre de 1913. Además, participó en la comisión que redactó el proyecto de Constitución de 1917.

## Fallecimiento
Falleció en San José, el 23 de noviembre de 1924 a los 72 años de edad.
| Predecesor: Bernardo Soto Alfaro 1885-1889 | Presidente de Costa Rica 1889-1890 (Provisional) | Sucesor: José Rodríguez Zeledón 1890-1894 |